# Hendrik van Heuckelum
Hendrik „Henk“ van Heuckelum (* 6. Mai 1879 in Den Haag, Südholland; † 28. April 1929 ebenda) war ein niederländischer Fußballspieler.
Van Heuckelum spielte als Stürmer bis 1900 für den niederländischen Klub HBS Den Haag. Danach spielte er in Belgien für den Royal Léopold Club. Mit diesem Klub wurde er 1902 belgischer Vizemeister, nachdem man das Entscheidungsspiel gegen Racing Club de Bruxelles mit 3:4 verlor.
Am olympischen Demonstrationsturnier 1900 nahm er mit einer belgischen Auswahl teil. Im ausgetragenen Spiel gegen den Club Français Paris gelang ihm bei der 2:6-Niederlage ein Treffer.